# もりちか
もりちかは、日本のイラストレーター、漫画家。

## 作品リスト

### 挿絵
- 空色停留所（著者：cvwith、ガンガンONLINE、スクウェア・エニックス）
- 友だちの作り方（著者：愛洲かりみ、HJ文庫、ホビージャパン）
- 6番線に春は来る。そして今日、君はいなくなる。（著者：大澤めぐみ、角川スニーカー文庫、KADOKAWA）
- 出雲の阿国は銀盤に舞う（著者：つるみ犬丸、LINE文庫、LINE）

### 漫画
- 明日からがんばる!（『電撃「マ）王』2010年2月号 - 2012年2月号、アスキー・メディアワークス）
- いきものずかん（「ケータイ週アス」、アスキー・メディアワークス）
- 枕営業する眠さん（『ヤングキング』2022年9号[1]）
  - 枕営業の眠さん（『ヤングキング』2022年22号[2][3] - 2023年9号、少年画報社） - 読み切りから連載化[2]
- うるしうるはし（『マンガクロス』2023年6月28日 - 2025年2月26日、原作：樋渡りん、秋田書店）

### キャラクターデザイン
- セカンドノベル 〜彼女の夏、15分の記憶〜（日本一ソフトウェア）

### イラスト
- 「四季（春）」（ガンガンONLINE2009年3月12日）
- 僕たちの小指は数式でつながっている（著者:桜町はる、宝島社文庫） - 装画